# 供應鏈韌性
供應鏈韌性（英語：Supply chain resilience）或稱韌性供應鏈，是指企業因應供應鏈的各項風險、破壞或衝擊時，能夠迅速恢復的能力。供應鏈韌性具備抗性與復原能力，亦即它能夠緩解絕大多數供應鏈中斷的衝擊，並盡可能縮減造成的影響。

## 特性
世界經濟論壇（World Economic Forum，WEF）提出供應鏈韌性應具有5種R的特性：耐受能力（Robustness）、備載能力（Redundancy）、彈性調適能力（Resourcefulness）、即時回應能力（Response）和恢復力（Recovery）。